# Reformy Grakchów
Reformy Grakchów – reformy przeprowadzone przez braci Grakchów: Tyberiusza Semproniusza Grakcha i Gajusza Semproniusza Grakcha.

## Prawo agrarne Tyberiusza Grakcha
Tyberiusz pragnął zreformować stosunki społeczne w Rzymie. Nie posiadamy źródeł, które podają jego motywację. Jako członek możnego plebejskiego rodu mógł liczyć na wspaniałą karierę w Rzymie. Podczas licznych podróży oraz wojen, w których uczestniczył, miał okazję przyjrzeć się sytuacji społecznej i gospodarczej państwa, co na pewno skłoniło go do zastanowienia się nad sposobem wyjścia z kryzysu. Tyberiusz Grakchus chciał doprowadzić do odbudowania warstwy średniozamożnych chłopów, którzy stanowili o sile państwa.
Tyberiusz został trybunem plebejskim w 133 p.n.e. i w tym samym roku wniósł projekt ustawy, która pozwoliłaby na utworzenie działek dla obywateli z terenów należących do państwa (ager publicus), które zdobyte zostały po drugiej wojnie punickiej oraz z terenów odebranych tym, którzy niezgodnie z prawem użytkowali ziemię publiczną. Jeden obywatel mógł użytkować do 500 jugerów (około 120 hektarów) z ager publicus, lecz prawo to było powszechnie łamane. W myśl ustawy, którą chciał przeforsować Tyberiusz Grakchus, każdy obywatel miał dostać 30 jugerów ziemi. Taki program można było przeprowadzić tylko pod warunkiem odebrania nieprawnie użytkowanego ager publicus i ponownej jego parcelacji. Ustawa zakładała również niewielką opłatę za użytkowanie ziemi i zakaz jej sprzedawania przez odpowiednią liczbę lat. Tym zaś, którzy wcześniej trzymali w swych rękach ager publicus, a dokonali na jego terenie niezbędnych prac (m.in. melioracji), ustawa gwarantowała wieczyste prawo do ich własnych gruntów i zwolnienie z wszelkich opłat. Parcelacją i przydziałem ziemi miała zająć się trzyosobowa komisja (tres viris agri dandis, assignandis, iudicandis), której ewentualne powołanie godziłoby w autorytet senatu. Taka ustawa z oczywistych przyczyn spotkała się z negatywnym przyjęciem wśród nobilitas. 
W trakcie przedstawiania ustawy na komicjum trybusowym Marek Oktawiusz, wrogi ustawie trybun plebejski przez zastosowanie tzw. intercesji zablokował przeprowadzenie nowej ustawy. Tyberiusz usiłował przy pomocy kruczków proceduralnych pozbawić Marka Oktawiusza urzędu trybuna, działając jednak niezgodnie z obowiązującym prawem. Mimo to wniosek Tyberiusza przegłosowano i w ten sposób ustawa przeszła. On sam, jego brat oraz jego teść Appiusz Klaudiusz Pulcher zasiedli w komisji zajmującej się przydziałem ziemi. Prowadzenie reformy było niezwykle skomplikowane, ponieważ zakładało oddzielenie własności państwowej od prywatnej, co po dziesiątkach lat zasiedzenia się na niej obywateli było bardzo trudne. Dodatkowo sprawę utrudniało stanowisko senatu, który nie chciał wyasygnować funduszy na zagospodarowanie ziemi, która miała być przeznaczona dla chłopów. Wobec oporu senatorów Tyberiusz postanowił przeznaczyć na ten cel skarb króla Pergamonu Attalosa III, który w testamencie zapisał swoje państwo Rzymowi (133 p.n.e.).
Tyberiusz Grakchus chciał także nadać obywatelstwo rzymskie Italikom, co było decyzją niepopularną.
Tyberiusz został oskarżony o dążenie do monarchii, gdy po upłynięciu jego kadencji zechciał ubiegać się o powtórny trybunat. W dniu wyborów z podpuszczenia niechętnych Tyberiuszowi senatorów grupa klientów i niewolników zaatakowała byłego trybuna i podczas zamieszek w mieście zamordowała go. Podobno śmierć poniósł w pobliżu świątyni Wierności, w miejscu, w którym niegdyś stały posągi 7 królów rzymskich, jako niedoszły „ósmy król”.

## Reformy Gajusza Grakcha
Gajusz Grakchus był znacznie lepszym mówcą i lepszym dyplomatą od swego brata. Trybunat otrzymał w 123 p.n.e. Potwierdził prawo agrarne Tyberiusza oraz anulował wszelkie ustawodawstwo senatu, które blokowało przeprowadzenie tej reformy. Doprowadził do remontu istniejących oraz wytyczenia sieci nowych dróg w Italii. Dodatkowo popierał zakładanie kolonii.
Gajusz Grakchus zajął się również sprawą aprowizacji Rzymu, rozdawnictwa zboża dla najuboższej ludności miasta oraz kwestią odpowiedzialności namiestników prowincji za to, czego dopuszczali się w swoich prowincjach. Zamiar obdarzenia Italików obywatelstwem rzymskim stał się początkiem końca kariery Gajusza. Projekt upadł, a wnioski trybuna nie miały już tak powszechnego poparcia. W roku 121 p.n.e., podczas głosowania nad ustawą dotyczącą kolonii w Kartaginie wybuchły zamieszki. Gajusz Grakchus kazał podciąć sobie żyły swojemu zaufanemu niewolnikowi, nie chcąc wpaść w ręce Senatu. Na mocy senatus consultum ultimum konsulowie przywrócili ład w Rzymie, natomiast na Awentynie oblężono 3000 stronników Gajusza Grakcha.